# Municipio de Boston (Ohio)
El municipio de Boston (en inglés: Boston Township) es un municipio ubicado en el condado de Summit en el estado estadounidense de Ohio. En el año 2010 tenía una población de 1272 habitantes y una densidad poblacional de 25,07 personas por km².

## Geografía
El municipio de Boston se encuentra ubicado en las coordenadas 41°14′2″N 81°33′12″O / 41.23389, -81.55333. Según la Oficina del Censo de los Estados Unidos, el municipio tiene una superficie total de 50.73 km², de la cual 50,56 km² corresponden a tierra firme y (0,34 %) 0,17 km² es agua.

## Demografía
Según el censo de 2010, había 1272 personas residiendo en el municipio de Boston. La densidad de población era de 25,07 hab./km². De los 1272 habitantes, el municipio de Boston estaba compuesto por el 97,01 % blancos, el 0,47 % eran afroamericanos, el 0,16 % eran amerindios, el 1,02 % eran asiáticos y el 1,34 % eran de una mezcla de razas. Del total de la población el 0,47 % eran hispanos o latinos de cualquier raza.